# Stabat Mater (Poulenc)
Le Stabat Mater, FP 148, est une œuvre pour soprano solo, chœur mixte à 5 voix et orchestre, composée en 1950 par Francis Poulenc, d'après la séquence liturgique Stabat Mater.

## Génèse
Poulenc compose l'œuvre à la suite de la mort de son ami artiste Christian Bérard. Il a initialement le projet d'écrire un Requiem pour Bérard, mais, en retournant à l'autel de la Vierge noire de Rocamadour, il choisit finalement le texte médiéval du Stabat Mater. 
L'œuvre est créée le 13 juin 1951 au Festival de Strasbourg par le Chœur de Saint-Guillaume, ensemble amateur réputé, l’Orchestre philharmonique de Strasbourg et Geneviève Moisan (soprano), sous la direction de Fritz Münch (frère de Charles Munch).
Ce Stabat Mater reçoit un bon accueil dans toute l'Europe, et il remporte le Prix du cercle des critiques de New York, comme étant la meilleure œuvre chorale de l'année.

## Structure
Le Stabat Mater de Poulenc est divisé en douze parties, qui couvrent des atmosphères variables, du sombre au léger et au frivole, même pour les textes les plus sérieux.
1. Stabat mater dolorosa (Très calme) - Chœur
2. Cujus animam gementem (Allegro molto - Très violent) - Chœur
3. O quam tristis (Très lent) - Chœur a cappella
4. Quæ mœrebat (Andantino) - Chœur
5. Quis est homo (Allegro molto - Prestissimo) - Chœur
6. Vidit suum (Andante) Soprano (ou mezzo-soprano) - Chœur
7. Eja mater (Allegro) - Chœur
8. Fac ut ardeat (Maestoso) - Chœur a cappella
9. Sancta mater (Moderato - Allegretto) - Chœur
10. Fac ut portem (Tempo de Sarabande) Soprano - Chœur
11. Inflammatus et accensus (Animé et très rythmé) - Chœur
12. Quando corpus (Très calme) Soprano - Chœur

## Effectif vocal et orchestral
Du point de vue vocal, l'œuvre est écrite pour une soprano solo et un chœur à 5 voix (SATBB). L'orchestre réunit un piccolo, 2 flûtes, 2 hautbois, 1 cor anglais, 2 clarinettes en si bémol, 1 clarinette basse, 3 bassons, 4 cors, 3 trompettes en ut, 3 trombones, 1 tuba, des timbales, 2 harpes et le pupitre des cordes.
Une version pour chœur et orgue a en outre été éditée et jouée.

## Discographie sélective
- 1963, Orchestre de la Société des concerts du Conservatoire, Chœurs René Duclos, Georges Prêtre (dir.), Régine Crespin (sop.), EMI
- 1984, Chœurs et Orchestre national de Lyon, Serge Baudo (dir.), Michèle Lagrange (sop.), Harmonia Mundi
- 1987, Orchestre symphonique de Boston, Tanglewood Festival Chorus, Seiji Ozawa (dir.), Kathleen Battle (sop.), Deutsche Grammophon
- 2014, Cappella Amsterdam, Chœur de chambre philharmonique estonien, Orchestre symphonique national estonien, Daniel Reuss (dir.), Carolyn Sampson (sop.), Harmonia Mundi
- 2023, Ensemble Aedes, Les Siècles, Mathieu Romano (dir.), Marianne Croux (sop.), Aparté